# Коммунистическая партия Абхазии
Коммунистическая партия Республики Абхазии (КПРА, абх. Аҧсны Акомунисттә Апартиа, груз. აფხაზეთის კომუნისტური პარტია) — политическая партия в Абхазии.

## История
Коммунистическая партия Республики Абхазия была создана в конце октября 1993 года. В 1990-е—2000-е годы выступала на стороне руководства республики, поддерживала тесные отношения с Республиканской партией. Партия поддерживала первого президента Абхазии В. Ардзинба. На президентских выборах 1999 Компартия и движение «Апсны» имели общую платформу, данное сотрудничество продолжилось и в дальнейшем. На президентских выборах 12 декабря 2009 партия, не прошедшая регистрацию в срок и не имевшая возможности выдвинуть собственного кандидата, поддержала кандидатуру Сергея Багапша, выдвинутого партией «Единая Абхазия».
В июне 1997 прошёл II съезд коммунистов Абхазии, на котором были приняты новые устав и программа.
КПРА выступает за независимость Абхазии, смешанную экономику, в поддержку существующего правительства, допуская конструктивную критику республиканской власти лишь по конкретным вопросам.

### Выборы
По итогам выборов от 2007 г., партия сформировала фракцию в законодательном Народном собрании Республики Абхазия.

## Международное представительство
КПРА является членом СКП-КПСС. В Совет СКП-КПСС, избранный XXXIV съездом, от Компартии Абхазии входят:
Первый секретарь ЦК Коммунистической партии Абхазии Шамба Лев Нурбиевич, а также Барциц Пач Харитонович и Трубицын Александр Константинович, в КРК — Шамба Юрий Евгеньевич.

## Первые секретари ЦК
- Олег Домения
- Энвер Капба (до 2004)
- Лев Шамба
- Бакур Бебия (с 14 апреля 2020)